# منتزه كاراليوغلو

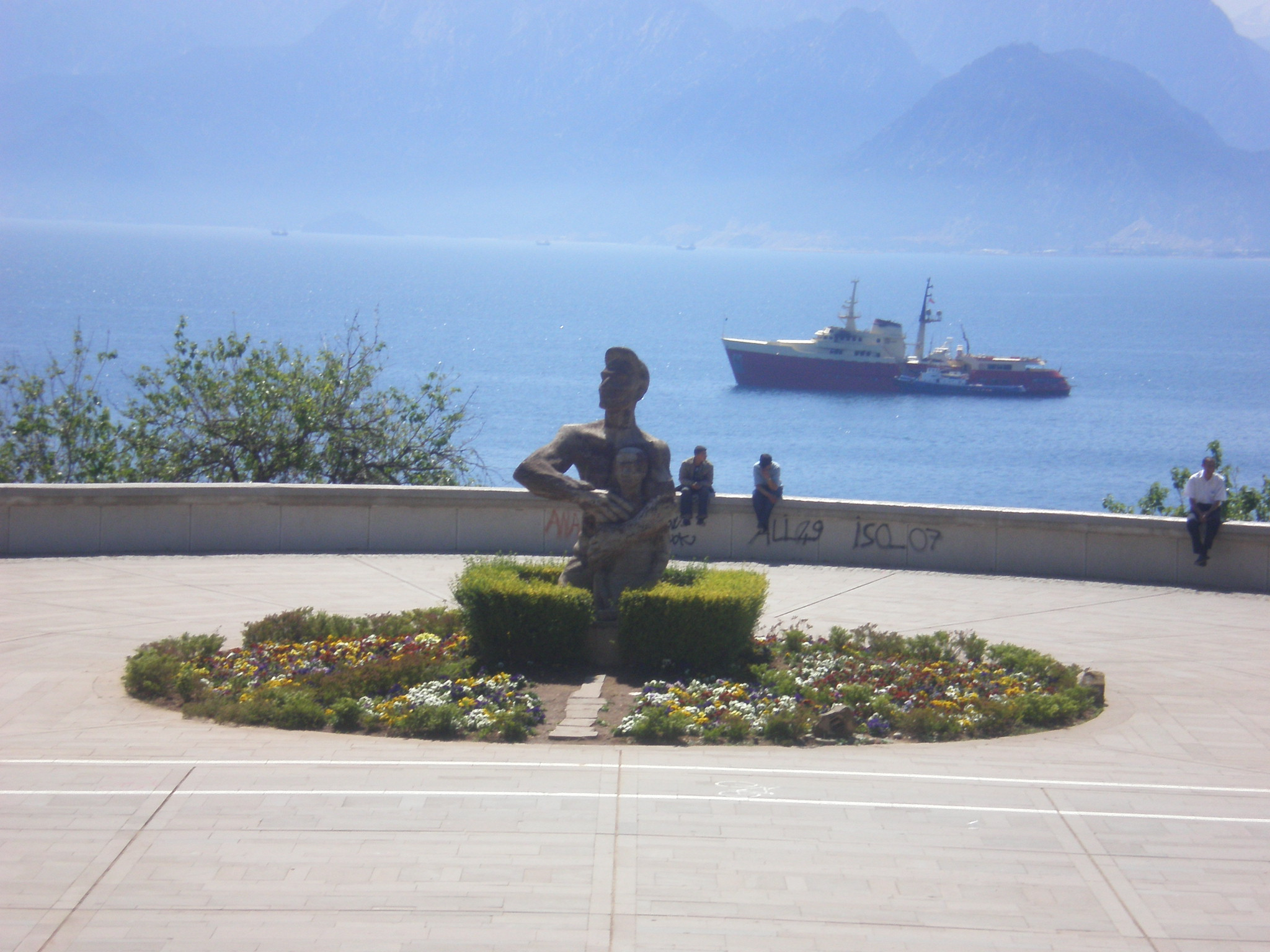
نصب العامل والإبن في المنتزه

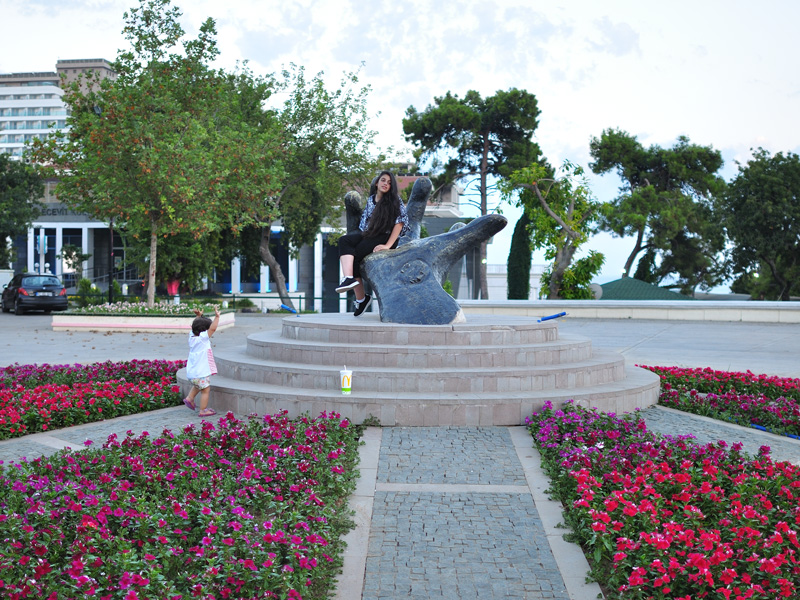
المنحوته اليدوية في المنتزه

منتزه كاراليوغلو (بالتركية: Karaalioğlu Park)‏ هي حديقة كبيرة في أنطاليا، تركيا. يقع جنوب مدينة كاليتشي في وسط المدينة، ويمكن الوصول إليه بسهولة سيرًا على الأقدام أو عن طريق الترام. يعد مكتب الحاكم، ومسرح بلدية المدينة والقلعة القديمة تسمى برج هيدرليك المطل على الميناء الروماني وإطلالة على المنحدرات والامتداد الأزرق الواسع لخليج أنطاليا من عوامل الجذب الرئيسية للحديقة.
يخطط متحف التاريخ الحضري للحديقة اعتبارًا من منتصف عام 2000.
هناك الآثار والتماثيل التالية في الحديقة: نصب ناظم حكمت عند 36°52′50.4″N 30°42′14.3″E / 36.880667°N 30.703972°E الذي تم إنشاؤه في عام 2010 في الذكرى 47 لوفاة الشاعر، تمثال دون كيشوت في 36°52′47.2″N 30°42′14.9″E / 36.879778°N 30.704139°E، نصب العامل والابن عند 36°52′45.0″N 30°42′16.9″E / 36.879167°N 30.704694°E، النحت اليدوي عند 36°52′41.5″N 30°42′20.6″E / 36.878194°N 30.705722°E ومنحوتات الضفدع عند 36°52′45.6″N 30°42′33.4″E / 36.879333°N 30.709278°E.